# Moustapha Diop
Moustapha Amadou Diop (Cotonou, 4 d'abril de 1945) és un director de cinema beninès.

## Biografia
Nascut el 1945 a Cotonou, Benín, té la ciutadania nígerina i Maliniana. Va estudiar literatura moderna a Abidjan i Ouagadougou i es va traslladar a París el 1975 per assistir al Conservatoire libre du Cinéma français, graduant-se el 1979 en escenografia i muntatge. Va començar a donar-se a conèixer als anys 1970 del segle xx: com a director ha descrit els canvis en la societat africana i el conflicte entre vell i nou, amb diverses reaccions crítiques.

## Filmografia
- Une mère, un fils (1970)
- Synapse (1974)
- La tomate (1981)
- Le médecin de Gafiré (1982), Premi del Públic al VII Festival de Cinema Africà de Verona[7][8] Gran Premi de l'ACCT a Cartago el 1984 i el Premi de la Critica internacional a Locarno el 1985.
- Mamy Wata (Dea delle acque 1990)[9][10]